# Weinrote Halsringtaube
Die Weinrote Halsringtaube (Streptopelia tranquebarica), auch Zwerglachtaube oder kurz  Halsringtaube genannt, ist eine asiatische Art der Taubenvögel. Sie wurde 1804 von Johann Hermann als Columba tranquebarica erstbeschrieben. Die Art ist regional sehr häufig und wird auf asiatischen Märkten als Fleischlieferant gehandelt.

## Erscheinungsbild
Die Weinrote Halsringtaube erreicht eine Körperlänge von 20,5 Zentimetern und ist damit deutlich kleiner als eine Lachtaube. Auffallend sind der verhältnismäßig kurze Schwanz und die zugespitzten Flügel. Es besteht ein Geschlechtsdimorphismus. Beide Geschlechter weisen am hinteren Hals ein schwarzes Nackenband auf. 

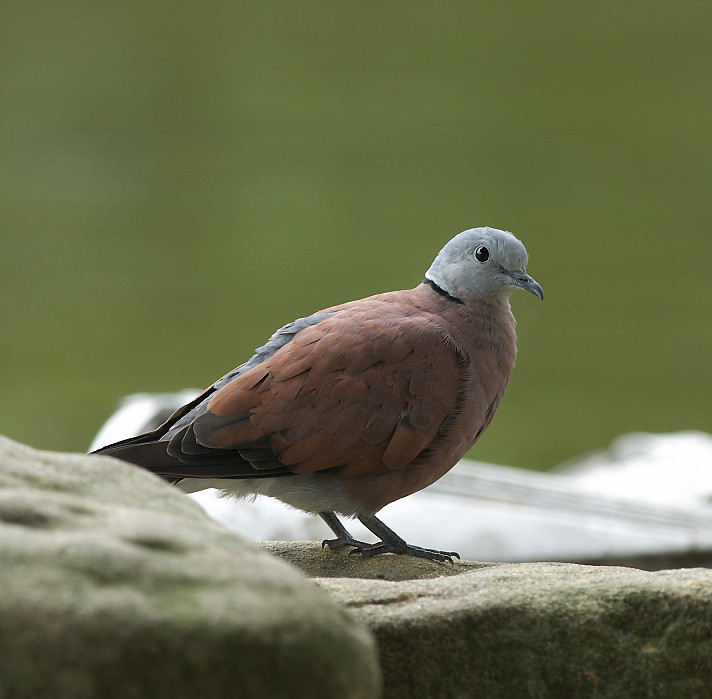
Männchen

Das Männchen ist an Kopf und Hals blaugrau. Die Kehle ist aufgehellt. Der Mantel, Rücken sowie die Flügeldecken sind rötlichbraun. Die Brust und der Bauch sind heller als die Körperoberseite und sind eher graubraun. Der Bürzel sowie die Oberschwanzdecken sind dunkel blaugrau. Die Schwanzfedern sind graubraun. Die beiden äußeren Schwanzfedern haben an ihrem Ende auffallend große, weiße Außensäume. Der Schnabel ist dunkel. Die Iris ist dunkelbraun.
Die Weibchen erinnern in ihrer Gefiederfärbung an Türkentauben. Bei ihnen fehlen die rötlichbraunen Federpartien, die für die Körperoberseite der Männchen charakteristisch sind. Das Gefieder der Körperoberseite ist eher matt gelbbraun. Der Kopf und der Hals sind etwas dunkler und bräunlichgrau.

## Verbreitungsgebiet und Lebensraum
Das Verbreitungsgebiet der Weinroten Halsringtaube umfasst Indien, Nepal, Bangladesch, Tibet, Burma, Assam, Laos, Kambodscha und Vietnam. Sie kommen außerdem auf den Andamanen und im Norden der Philippinen vor. Sie ist in Teilen ihres Verbreitungsgebietes häufig und gewöhnlich die am zahlreichsten vertretene Turteltaubenart.
Weinrote Halsringtauben besiedeln offene, mit Bäumen locker bestandene Lebensräume. Außerdem kommen sie auf landwirtschaftlich genutzten Flächen sowie in trockenen Waldgebieten vor. Sie besiedeln auch Berg- und Hügelwälder.

## Verhalten
Weinrote Halsringtauben sind überwiegend Standvögel. Sie ernähren sich überwiegend von verschiedenen Sämereien und Getreiden. Sie fressen außerdem Knospen und junge Blätter. Das Nest wird normalerweise hoch in den Bäumen errichtet. Das Gelege besteht aus zwei Eiern mit einer cremefarbenen Schale.

## Haltung in menschlicher Obhut
Weinrote Turteltauben wurden das erste Mal 1858 nach England importiert. Sie spielen in der Ziervogelhaltung eine verhältnismäßig geringe Rolle, auch wenn sie vor allem in den 1980er Jahren vermehrt gehalten wurden. Sie werden nur sehr selten importiert und Wildfänge gelten als scheue und vor allem schreckhafte Volierenvögel. Der Wildtaubenzüchter Alois Münst bezeichnet sie gar als „dummscheu“. Nachgezüchtete Weinrote Halsringtauben sind jedoch deutlich zahmer. Sie sind nicht winterhart und müssen in einem frostfreien Raum überwintert werden.

## Belege